# Pont-Bellanger
Pont-Bellanger (Ausspracheⓘ) ist eine französische Gemeinde mit 64 Einwohnern (Stand: 1. Januar 2022) im Département Calvados in der Region Normandie. Sie gehört zum Arrondissement Vire und zum Kanton Vire Normandie. Die Einwohner werden als Tousloins bezeichnet.

## Geografie
Pont-Bellanger liegt rund 56 Kilometer südwestlich von Caen. Im Norden begrenzt die Vire das Gemeindegebiet und trennt es von Souleuvre en Bocage, das Pont-Bellanger in nördlicher und gesamter östlicher Richtung umgibt. Weitere Nachbarorte sind Landelles-et-Coupigny im Süden, Sainte-Marie-Outre-l’Eau im Südwesten und Westen sowie Pont-Farcy im Nordwesten. Gut drei Kilometer nordwestlich des Gemeindegebietes verläuft die Autoroute A84.

## Bevölkerungsentwicklung
| Jahr                             | 1793 | 1836 | 1876 | 1926 | 1946 | 1968 | 1990 | 2016 |
| Einwohner                        | 226  | 278  | 201  | 175  | 146  | 121  | 80   | 65   |
| Quelle: Cassini, EHESS und INSEE |      |      |      |      |      |      |      |      |

## Sehenswürdigkeiten
- Kirche Saint-Michel aus dem 19. Jahrhundert; ein sich auf dem Kirchengelände befindendes Weihwasserbecken aus dem 15. Jahrhundert ist seit 1911 als Monument historique eingestuft[3]
- Schloss aus dem 16. Jahrhundert

## Persönlichkeiten
- Gabriel d’Amphernet, Baron de Pont-Bellanger
- Antoine-Henry d’Amphernet de Pontbellanger (1759–1796), General